# Феминизация (биология)
Феминизация в биологии (от лат. femina — женщина, самка) — развитие у особей мужского пола вторичных женских половых признаков, обычно связанное с нарушениями деятельности желёз внутренней секреции. Противоположное явление — маскулинизация.

## Феминизация у животных
Наблюдается у самцов рыб, земноводных, птиц, млекопитающих. Экспериментально данное состояние может быть у кастрированных самцов путём трансплантации яичников или введением эстрогенов — женских половых гормонов. Например, в опыте, проведённом М. М. Завадовским в 1920-е гг, после трансплантации яичника кастрированным петухам у них отмечается появление оперения и половых инстинктов, характерных для курицы. Аналогично, у кастрированных самцов млекопитающих под влиянием трансплантированного яичника или введения гормонов-эстрогенов происходит развитие молочных желез, появляется женский половой инстинкт.

## Феминизация у человека
Причиной феминизации у человека является избыток эстрогенов или резистентность органов-мишеней к гормонам-андрогенам. Временные признаки феминизации могут появиться у нормально развивающихся мальчиков во время периода полового созревания. У человека феминизация проявляется в появлении оволосения по женскому типу, появлении характерного для женщин распределения жировой клетчатки, увеличение молочных желёз, изменения тембра голоса и т. д.